# Teodoro de Mas y Solá
Teodoro de Mas Solá (Vich, 1774 – Barcelona, 4 de marzo de 1816) fue un abogado y militar español. 

## Biografía
Nació en una familia noble catalana. Su tatarabuelo José Mas y Torra (que sería coronel de miqueletes en la guerra de Sucesión), había añadido el "de" al apellido Mas por haber obtenido en 1695 el título de Caballero militar para sí y sus descendientes por línea masculina por haber luchado contra los franceses.
Teodoro de Mas y Solá era hijo del procurador José de Mas Basas y de Mónica Solá y Sauleda. Como hijo primogénito, en 1804 heredó todos los bienes de sus padres, entre ellos la casa solariega en Vich llamada Escorial.
Tras estudiar la carrera de abogado, ejerció en Barcelona de procurador de número de la clase de nobles en el colegio de la Real Audiencia.
La invasión napoleónica de España le movió a empuñar las armas como voluntario. Se distinguió en varios hechos de armas durante la guerra de la Independencia. El 22 de diciembre de 1808 fue nombrado capitán de la 9.ª compañía de reserva de Vich, en 5 de marzo de 1809 ayudante de campo de la división de Ramón Miláns del Bosch, y luego del general Alonso Osorio. Cuando se produjo la invasión del corregimiento de Vich por los franceses, se mantuvo retirado frente al enemigo hasta el castillo de Savasona, en donde se apostó reuniendo más de 1.000 hombres, y durante su estancia en dicho castillo los franceses no pudieron penetrar en el mismo. Tomó parte en la acción de San Lorenzo de la Muga en 1810, en San Bartolomé del Grau y en muchas otras. Su biografía en la enciclopedia Espasa afirma que «en todas las acciones de guerra se batió con valor y honor propio de su noble nacimiento y empleo».
Estuvo casado con santa Joaquina de Vedruna, con quien tuvo nueve hijos. A su muerte, durante diez años su esposa se ocupó de la administración de su hacienda, además de la educación de los hijos. Tras este periodo de usufructo y de acuerdo con su testamento, heredó sus bienes el primogénito José Joaquín de Mas y Vedruna.
Teodoro de Mas y Solá fue padre de José Joaquín de Mas, abuelo de Luis de Mas y bisabuelo de Teodoro de Mas y Nadal, todos ellos activamente implicados en la causa carlista.